# جون تي مكنيل
جون تي مكنيل (بالإنجليزية: John Thomas McNeill)‏ هو مؤرخ كندي وأمريكي، ولد في 28 يوليو 1885 في Elmsdale, Prince Edward Island ‏ في كندا، وتوفي في 2 فبراير 1975 في شيكاغو في الولايات المتحدة.